# Рас-эль-Хайма (аэропорт)
Международный аэропорт Рас-эль-Хайма (араб. مطار رأس الخيمة الدولي‎, ИАТА: RKT, ИКАО: OMRK) — международный аэропорт, расположенный в эмирате Рас-эль-Хайма, Объединённые Арабские Эмираты, в 20 км к югу от города Рас-эль-Хайма, на побережье Персидского залива. В аэропорту есть два здания пассажирского терминала, а также грузовые, авиационные и учебные центры. Air Arabia, имея в аэропорту свой хаб, является его основным эксплуатантом.

## История
Аэропорт был открыт в 1976 году шейхом Сакром ибн Мухаммадом аль-Касими. В отличие от международного аэропорта Дубая, международный аэропорт Рас-Аль-Хайма не превратился в международный или региональный авиационный узел.
В 2007 году авиакомпания RAK Airways начала работать как национальная авиакомпания с хабом в аэропорту Рас-эль-Хайма. Она приостановила регулярные операции в 2008 году из-за мирового экономического кризиса и полностью прекратила деятельность в 2013 году.
После приостановки деятельности RAK Airways, в 2014 году Air Arabia начала выполнять коммерческие рейсы из аэропорта по различным направлениям, включая Пакистан, Египет, Саудовскую Аравию и Бангладеш. Рас-эль-Хайма был назначен хабом для Air Arabia сроком на десять лет с возможностью последующего продления.
Аэропорт стал вторым среди арабских государств Персидского залива, получившим аккредитацию ISO 9001 в 2000 году в области управления качеством.

## Авиационные происшествия
13 июля 1998 года украинский грузовой самолет Ил-76 вылетел из аэропорта Рас-эль-Хайма и упал в море неподалёку. Все 8 членов экипажа на борту погибли. 
«Ил» украинской авиакомпании ATI Aircompany прибыл в аэропорт 12 июля после рейса из Баку (Азербайджан) и должен был вылететь в Николаев. Самолёт был загружен грузом в 21:40, однако оказался перегружен на 15,5—25,5 т сверх максимально допустимой массы для вылета в данных условиях и на 13-23 т сверх сертифицированной максимально допустимой взлётной массы. Самолёт взлетел в 23:11 и медленно набрал высоту 180 м, разогнавшись до 400 км/ч. При уборке закрылков прозвучал сигнал GPWS, и экипаж перевёл самолёт в снижение, после чего он врезался в море.

## В культуре
В 2015 году аэропорт Рас-Аль-Хайма служил площадкой для съёмок фильма на хинди «Воздушный подъёмник».